# Серовское (Сасовский район)
Се́ровское — село в Сасовском районе Рязанской области России. Входит в состав Малостуденецкого сельского поселения.

## Географическое положение
Находится в южной части Сасовского района, в 20 км к югу от райцентра.
Ближайшие населённые пункты:

— село Калиновец в 3,5 км к северо-востоку по асфальтированной дороге;

— село Большой Студенец в 2,5 км к востоку по асфальтированной дороге;

— село Малый Студенец в 3,5 км к юго-востоку по асфальтированной (в 3 км по грунтовой) дороге;

— село Пятаково в 1 км к западу по асфальтированной дороге.
Ближайшая железнодорожная станция Сасово в 20 км к северу по асфальтированной дороге.

## Природа
Зона лесостепи. Естественные леса отсутствуют.

### Климат
Климат умеренно континентальный с умеренно жарким летом (средняя температура июля +19 °С) и относительно холодной зимой (средняя температура января –11 °С). Осадков выпадает около 600 мм в год.

### Рельеф
Высота над уровнем моря 121—127 м. Расположено на возвышении.

### Гидрография
Относительно крупных водоёмов поблизости нет. В населённом пункте два маленьких заболоченных пруда. В 500 м к югу, в овраге искусственный пруд, площадью 0,7 га.

### Почвы
Серые лесные и плодородный чернозём, в силу чего окрестности распаханы.

## История
В 1893 г. Серовское (слобода Серовская) входило в Ново-Берёзовскую волость Шацкого уезда Тамбовской губернии. С 2004 г. и до настоящего времени входит в состав Малостуденецкого сельского поселения. До этого момента входило в Малостуденецкий сельский округ.

## Население
| 1981 | 1989 | 2002 | 2010 | 2014 |
| ---- | ---- | ---- | ---- | ---- |
| 190  | ↘89  | ↘61  | ↘14  | ↘4   |

## Инфраструктура

### Дорожная сеть

Въезд в Серовское со стороны Пятаково

Через село проходит асфальтированная дорога межселенного значения, соединяющая автодорогу Алёшино — Ямбирно, Серовское, Пятаково и автодорогу Р124 Шацк — Касимов между собой.

### Транспорт
На 2013 г. маршруты общественного транспорта отсутствуют, хотя в селе сохранились места остановок. Ближайшая автобусная остановка "Поворот на Пятаково" в 2 км к востоку на автодороге Алёшино — Ямбирно. Оттуда связь с райцентром осуществляется автобусными маршрутами пригородного значения: № 103 Сасово — Новое Берёзово, № 106 Сасово — Ямбирно. Автобусы средней вместимости (ПАЗ-3205) курсируют ежедневно, три раза в сутки. Стоимость проезда до Сасово составляет 40 рублей.

#### Инженерная инфраструктура
Электроэнергию село получает по тупиковой ЛЭП 10 кВ, от подстанции 35/10 кВ «Студенец».
Село негазифицировано, в очереди на подведение газопровода не значится. Центральное водоснабжение отсутствует.